# Batalla de Coulmiers
La Batalla de Coulmiers se libró el 9 de noviembre de 1870 entre las fuerzas francesas y del Reino de Baviera bávaras durante la Guerra franco-prusiana, y terminó con la victoria francesa.

## Batalla
El Ejército del Loira, al mando del General D'Aurelle de Paladines, sorprendió a un ejército bávaro al mando de Ludwig Freiherr von und zu der Tann-Rathsamhausen en el pueblo de Coulmiers, al oeste de Orléans. El destacamento de artillería francés bombardeó el campamento bávaro con proyectiles fundidos por percusión, lo que provocó el pánico en el campamento y provocó que la guarnición bávara se retirara en desorden durante una carga directa de bayoneta de la infantería francesa. Obligar a las fuerzas bávaras a retirarse del campo de batalla condujo a una de las pocas victorias francesas en la guerra.

## Consecuencias

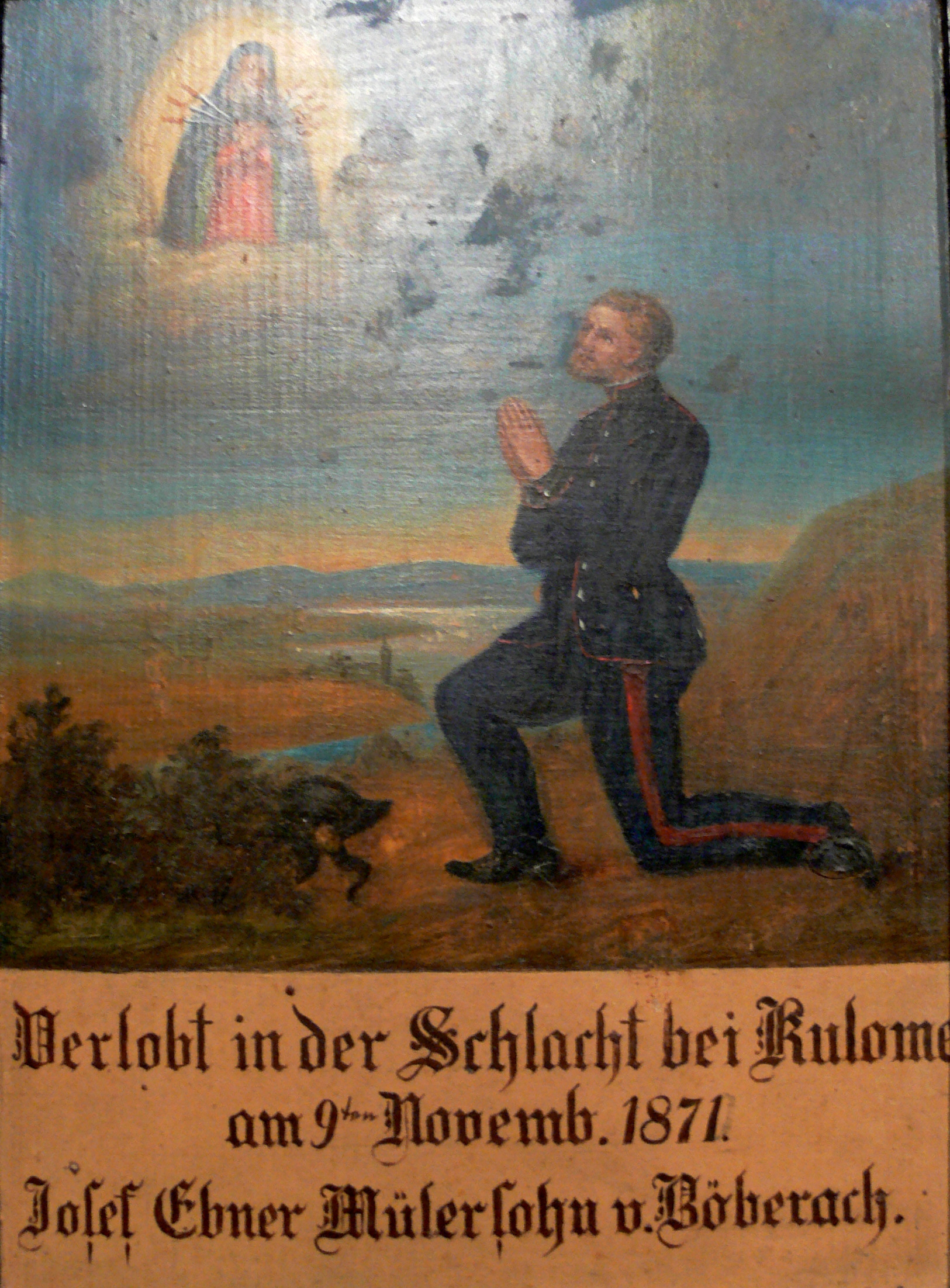
Compromiso en la batalla de Coulmiers el 9 de noviembre de 1871.

La noticia de Coulmiers se transmitió al París asediado y causó gran emoción en la ciudad, lo que llevó al Gobierno de Defensa Nacional dentro de la ciudad a lanzar "la Gran Salida" contra las líneas de asedio prusianas alrededor de la ciudad. Al mismo tiempo, el Ejército del Loira detuvo su marcha hacia París, conforme a los deseos del General Louis Jean-Baptiste d'Aurelle de Paladines D'Aurelle, quien argumentó que su prima, los hombres mal abastecidos necesitaban tiempo para descansar. A pesar de una insistencia de Léon Gambetta, Aurelles se encerró en Orleans. La victoria de Coulmiers no sería explotada y las tropas alemanas reforzadas finalmente recuperarían Orleans.
- Datos: Q570919
- Multimedia: Battle of Coulmiers / Q570919